# ヴァガボンド (潜水艦)
ヴァガボンド (HMS Vagabond, P18) は、イギリス海軍の潜水艦。V級。
艦名は「放浪者」に因み、イギリス海軍においてこの名を持つ唯一の艦であった。

## 艦歴
「ヴァガボンド」は1942年11月17日にニューカッスル・アポン・タインのヴィッカース・アームストロングに発注され、1943年4月23日に起工、1944年9月19日進水し1945年2月27日に初代艦長イアン・マクファーランド・ストープ大尉の指揮の下で就役した。
本艦の就役時点で既に第二次世界大戦は終盤に差し掛かっていたため、「ヴァガボンド」は実戦に投入されることなく本国周辺での演習や試験に従事した。1945年8月31日、艦長がドナルド・ヘイ大尉に交代。
終戦を受けて1945年12月19日に退役したため、「ヴァガボンド」の現役期間は10ヶ月ほどに過ぎなかった。その後再就役することはなく1949年にJ・キャッシュモアへスクラップとして売却され、「ヴァガボンド」の艦体は1950年1月26日にニューポートで解体された。